# محمد ناصيف خيربك
محمد ناصيف خيربك المعروف باسم محمد ناصيف أو أبو وائل، (10 نيسان 1937 - 28 حزيران 2015) كان معاون نائب الرئيس للشؤون الأمنية في سورية. وكان مستشارًا مقربًا من الرئيس السوري بشار الأسد وهو رجل سورية المهم فيما يخص علاقاتها مع إيران والميليشيات الشيعية في لبنان. وهو واحد من عدة مسؤولين مفروضة عليهم عقوبات من قبل الاتحاد الأوروبي لاستخدام العنف ضد المتظاهرين المشاركين في الانتفاضة السورية.

## خلفية
ولد محمد ناصيف خيربك 10 نيسان 1937 في حماة، وهو ينتمي إلى قبيلة كلبية العلوية، التي ينتمي إليها بشار الأسد. كما برتبط خيربك وعائلة الأسد أيضًا عن طريق الزواج. حيث أن أحد أقاربه متزوج من واحدة من بنات رفعت الأسد. وكان محمد رئيسًا لعشيرة خيربك القوية التي لها حضور في جميع أنحاء حزب البعث والأجهزة الأمنية.

## الحياة المهنية
كان خيربك مستشارًا مقربًا جدًا من الرئيس السوري السابق حافظ الأسد. وكان الملحق العسكري في ألمانيا الشرقية بين عامي 1971 و 1975. في التسعينيات كان شخصية محورية في العلاقات مع إيران والميليشيات الشيعية اللبنانية. في عام 1999، تم تعيينه نائبًا لمدير إدارة المخابرات العامة ثم في عام 2005 أصبح معاون نائب الرئيس للشؤون الأمنية. بعد ذلك بعامين، جمَّدت الولايات المتحدة أمواله بسبب مساهمته مع الحكومة السورية بمشاكل دبلوماسية فيما عرف بالانتقاص من الديمقراطية اللبنانية، كما تضمنت الاتهامات دعم الإرهاب الدولي، والسعي لامتلاك أسلحة الدمار الشامل، وتقويض الجهود المبذولة في العراق. وذكرت التقارير أيضًا أنه عام 2007 كان مسؤولًا عن العلاقات اللبنانية السورية.

## الانتفاضة السورية
في أيار 2011، عوقب خيربك من قبل الاتحاد الأوروبي لاستخدام العنف ضد المتظاهرين المشاركين في الانتفاضة السورية. وفي الشهر التالي، يقال إنه سافر إلى إيران لمقابلة قاسم سليماني، قائد فيلق القدس، وهو فرع من جيش حرس الثورة الإيرانية، والذي يجري عمليات خاصة خارج إيران. يقال أنهما ناقشا طريق الإمداد الذي من شأنه أن يسمح لإيران بنقل المعدات العسكرية مباشرة إلى سوريا عن طريق مجمع عسكري جديد في مطار اللاذقية.

## الحياة الشخصية
تزوج خيربك في سن متأخر، وأنجب ابنًا وحيدًا يدعى وائل.